# Carcere di Corradino
Il carcere di Corradino ufficialmente penitenziario di Corradino (in inglese Corradino Correctional Facility - CCF, in maltese Faċilità Korrettiva ta' Kordin - FKK) è un carcere situato a Paola, a Malta.
Il carcere prende nome dalla collina di Corradino (Corradino Hill / Triq Kordin) che a sua volta prende nome da Corradino di Svevia, re di Sicilia che nel XIII secolo dominò anche sull'arcipelago maltese. Si trova a 5 km dalla capitale La Valletta.

## Storia
Il carcere di Corradino venne costruito dalle autorità britanniche a partire dal 1842 grazie al progetto di W. Lamb Arrowsmith su modello del carcere di Pentonville a Londra con una capacità di 200 detenuti divisi in 4 ali. 
Il 28 novembre 1942 venne giustiziato per impiccagione nel carcere l'irredentista di origine maltese Carmelo Borg Pisani per tradimento e cospirazione contro il governo di Sua Maestà britannica, questa è stata anche l'ultima delle 18 esecuzioni capitali effettuate a Malta.
Nel 1995 è stata fondata l'associazione di detenuti Mid-Dlam ghad-Daw ("Dall'oscurità alla luce") per migliorare le condizioni di vita all'interno del carcere, l'associazione è affiliata con l'Action for Prisoners' Families of England and Wales (APF) e dell'European Group of Prisoners' Abroad (EGPA) ed è parte anche dell’Association of Prison Volunteers.
Nel 1999 venne costruita l'ala minorile con 36 celle.
Dal 2005 è incarcerato a Corradino l'unico serial killer maltese, Silvio Mangion condannato all'ergastolo nel 2010.
Il 28 gennaio 2006 il carcere è stato visitato del nuovo vescovo di Gozo Mario Grech.
Nel 2011 erano presenti 593 carcerati su 444 posti disponibili ed erano così suddivisi:
- 384 carcerati già condannati (comprese 24 donne).
- 209 carcerati in attesa di giudizio (comprese 15 donne).
- 34 ragazzi minorenni (16-22).

Sempre nel 2011 la percentuale di detenuti minorenni (6,1%) risultava la più alta tra quella dei Paesi parte dell'Unione europea
Nel 2014 lavoravano all'interno del carcere 205 persone di cui 18 poliziotti del Malta Police Force, l'unica polizia maltese.

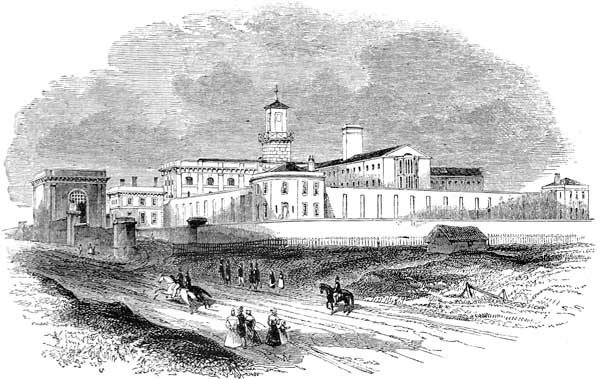
Il carcere di Pentonville a Londra costruito nel 1842, modello per la costruzione del carcere di Corradino costruito lo stesso anno dai britannici a Malta.

Nel 2013 ospitava 576 carcerati.